# Košice (Region)
Die Region Košice (slowakisch Košický región (cestovného ruchu)), oft auch mit Abov verwechselt, ist eine Tourismusregion in der Slowakei.
Sie erstreckt sich um die ostslowakische Stadt Košice herum über die Bezirke Košice (unterteilt in Košice I, Košice II, Košice III und Košice IV) und Košice-okolie.